# Список вулиць Донецька (С)
| Назва        | тип    | Колишні назви | Район(и)                 | Місцевість        | Джерела |
| ------------ | ------ | ------------- | ------------------------ | ----------------- | ------- |
| Савельєва    | вул.   |               | Ленінський               |                   |         |
| Садовий      | просп. |               | Ворошиловський           | Центр             |         |
| Січнева      | вул.   |               | Пролетарський            | Чумкове           |         |
| Сосюри       | вул.   |               | Пролетарський            |                   |         |
| Стратонавтів | вул.   |               | Київський, Куйбишевський | Шахта Октябрьська |         |
| Східна       | вул.   |               | Калінінський             |                   |         |
| Сходу        | вул.   |               | Кіровський               |                   |         |